# Туре, Яя
Ньеньери́ Яя́ Туре́ (фр. Gnégnéri Yaya Touré; род. 13 мая 1983[…], Буаке, Валле-дю-Бандама) — ивуарийский футбольный тренер, ранее выступавший как футболист на позиции полузащитника. Обладатель Кубка африканских наций в составе сборной Кот-д’Ивуара.
Свою карьеру начинал в ивуарийском гранде «АСЕК Мимозас», после перешёл в бельгийский «Беверен». В 2007 году подписал контракт с каталонской «Барселоной», с которой завоевал все клубные трофеи Европы и после трех сезонов ушёл в «Манчестер Сити». Туре начинал свою карьеру на позицию атакующего полузащитника, однако позже опустился в опорную зону.
Братья Яя Туре также были профессиональными футболистами: старший брат, Коло Туре, известен по выступлениям за лондонский «Арсенал», а младший брат, Ибрагим Туре, выступал за «Сафа».

## Биография
Яя Туре родился 13 мая 1983 года в городе Буаке. В 1996 году по рекомендации его старого наставника Патрика Ван Рейжендама был приглашён в академию ивуарийского гранда «АСЕК Мимозас». Двумя годами ранее в это же заведение поступил его старший брат Коло. Академия была создана в 1993 году французом Жан-Марком Гийу, на счету которого 19 матчей за «трехцветных», включая один на ЧМ-78.
В 2001 году дебютировал в составе первой команды ивуарийского клуба, однако в отличие от своих братьев не отыграл здесь ни единого сезона, отправившись вскоре в Европу. В этот период агентом молодого таланта стал уроженец Ленинграда Дмитрий Селюк, работающий со многими футболистами из Африки, в частности, Кот-д’Ивуара и Нигерии.

## Профессиональная карьера
На европейском континенте сыграл в шести различных лигах. Путь его начался в Бельгии, здесь Яя Туре попал в клуб Про-лиги «Беверен». Начинал играть на позиции центрального защитника, позже переместился в опорную зону. Туре закрепился в стартовом составе бельгийского клуба, несмотря на то, что не отличался высокой результативностью. В течение двух лет успел принять участие в 70 футбольных поединках и даже отметился тремя голами. За время выступлений в бельгийской команде опорному полузащитнику удалось заявить о себе как о потенциальном футболисте, в результате чего его заметили скауты донецкого «Металлурга».
Летом 2003 года практически подписал контракт с «Арсеналом» и даже успел сыграть за «канониров» в товарищеском матче против «Барнета» (0:0). Ивуарийский хавбек успешно прошёл осмотр в Лондоне и был готов присоединиться к своему брату, однако разрешение на работу «Арсеналу» получить так и не удалось.

### «Металлург» (Донецк)
В декабре 2003 года Туре перешёл в донецкий «Металлург» за 2 миллиона евро, подписав контракт на 4 года. Здесь он начал играть на позиции атакующего полузащитника, забив 3 мяча за полтора сезона. В 2005 году ивуарийцем заинтересовался действующий чемпион Греции «Олимпиакос».

### «Олимпиакос»
1 июля 2005 года стал игроком «Олимпиакоса». «Красно-белые» заплатили за трансфер полузащитника 7 миллионов фунтов стерлингов, заключив с футболистом контракт на три года. За греков ивуариец сыграл 26 поединков и отметился 3 голами. Также помог греческому гранду оформить очередной «золотой дубль». В концовке дебютного сезона Яя в Греции клуб погряз в долгах и регулярно задерживал выплату зарплаты и различных гонораров. В итоге недовольство африканца и его агента переросло в потасовку, и пирейский клуб решил досрочно разорвать контракт с ивуарийцем. На футболиста обратили внимание многие гранды европейского футбола, такие как «Арсенал», «Милан», «Челси», «Манчестер Юнайтед» и «Лион», но Яя предпочёл присоединиться к «Монако».

### «Монако»
Сумма трансфера составила 4,5 миллионов евро. Отыграв в составе французского клуба 27 матчей и забив 5 мячей в ворота соперников, Яя Туре в полной мере заявил о себе. Именно здесь раскрылись таланты футболиста: умение разрушать атаки соперников, хороший пас и способность поддерживать атаку.

### «Барселона»
26 июня 2007 года испанская «Барселона» купила Яя Туре за 10 млн евро. На официальной презентации в присутствии президента клуба Лапорты и спортивного директора Чики Бегиристайна получил футболку с номером 17. Однако позже Туре поменял номер на 24, после того, как Андрес Иньеста взял себе номер 8. В новой команде Туре начал играть на позиции опорного полузащитника. Дебютировал за «Барсу» 26 августа в матче первого тура чемпионата Испании против «Расинга» (0:0). Свой первый гол за каталонский клуб Яя Туре забил 2 сентября в домашнем матче чемпионата Испании против «Атлетик Бильбао» (3:1). Свой первый гол в Лиге чемпионов за каталонцев (второй гол за клуб) Яя забил 9 апреля 2008 года в ответном четвертьфинальном матче против «Шальке 04» (1:0). В этом сезоне не сумел закрепиться в основе, отыграв всего в 38 играх.
Наиболее плодотворным выдался второй сезон в «Барселоне». 31 января 2009 года Яя забил великолепный гол в ворота «Мальорки» с передачи Самюэля Это’о, обыграв в штрафной площади соперника трёх защитников (3:1). 21 февраля Яя забил красивый гол с лёта с левой ноги в ворота «Эспаньола», но гол Яя не смог спасти каталонцев от поражения (1:2).
13 мая 2009 года Яя забил гол в финале Кубка Испании 2009 против «Атлетик Бильбао», обыграв по пути с центра поля четырёх игроков соперника (4:1). В этом сезоне ивуариец выиграл три трофея: титул чемпиона Испании, Кубок Испании и Лигу чемпионов УЕФА
В следующем сезоне отыграл на порядок меньше игр, используясь Гвардиолой в качестве разрушителя атак соперника. 15 апреля 2010 года Яя забил свой прощальный гол за «Барсу» в рамках 32-го тура чемпионата Испании против «Депортиво» (победа каталонцев 3:0). В «Барселоне» полузащитник провёл 3 полных сезона, хоть и не имел регулярной игровой практики, ввиду того что основными его конкурентами были Андрес Иньеста и Хави, которых в то время превзойти было практически невозможно. Тем не менее с каталонцами Яя выиграл главный трофей клубного футбола — Лигу чемпионов, что позволило ему пополнить и без того внушительную копилку наград. Футболист становился двукратным испанским чемпионом, обладателем Кубка Испании, Суперкубка УЕФА, а также победителем Клубного чемпионата мира.

### «Манчестер Сити»
2 июля 2010 года Туре подписал контракт с «Манчестер Сити». По признанию самого Туре он думал, что переходит в «Манчестер Юнайтед», поскольку «Сити» тогда еще не был топ клубом и футболист не допускал мысли, что в Манчестере есть другой топ-клуб АПЛ. Сумма трансфера составила 24 миллиона евро. Срок соглашения рассчитан на 5 лет. 14 августа Яя дебютировал в матче первого тура против «Тоттенхэма» (0:0) вместе с другими новичками команды: Давидом Сильвой, Самиром Насри, Александром Коларовым. В первом своём сезоне в Манчестере Туре забил победные голы в полуфинале Кубка Англии против «Манчестер Юнайтед» и финале против «Сток Сити», а «Сити» стал обладателем Кубка. В Премьер-лиге же команда заняла 3-е место, попав в Лигу чемпионов на следующий год, а Яя забил 6 мячей в 35 играх.
В следующем сезоне «Манчестер Сити» стал чемпионом Англии впервые с 1968 года, а Туре, уезжавший по ходу чемпионата на Кубок Африки, повторил свой результат, забив 6 голов в 32 матчах. Сезон 2012/13 года оказался не таким удачным для «горожан». Команда не смогла выйти из группы в Лиге чемпионов, заняла 2-е место в АПЛ и проиграла финал Кубка Англии «Уигану» (0:1). Весной 2013 года Туре продлил контракт до лета 2017 года с зарплатой около £ 10 млн в год. Следующий футбольный год оказался очень удачным как для «Манчестер Сити», так и для Яя Туре. «Сити» под руководством Мануэля Пеллегрини вновь стал чемпионом Англии, а Туре забил 20 голов и отдал 9 результативных передач в 35 играх. Только великолепная игра Луиса Суареса за «Ливерпуль» помешала Яя стать футболистом года в Англии, но он был объявлен лучшим футболистом Африки 4 раз подряд. Также с помощью Туре клуб из Манчестера выиграл Кубок Лиги и впервые вышел из группы в Лиге чемпионов, но в 1/8 уступил «Барселоне» 0:2 и 1:2.
В следующие два года «горожане» занимали 2-е и 4-е место в Премьер-лиге и выиграли лишь 1 трофей: Кубок Лиги 2016 года. В финальном матче против «Ливерпуля» Туре нанёс решающий удар в серии послематчевых пенальти. Сезон 2016/17 начался для Туре с конфликта агента игрока Дмитрия Селюка и нового тренера «Манчестер Сити» Хосепа Гвардиолы. В результате Туре впервые появился на поле лишь 19 ноября в матче 12-го тура против «Кристал Пэлас» и сразу забил оба мяча «горожан» в победной игре (2:1). В мае 2018 года стало известно, что по окончании сезона 2017/18 Яя Туре покидает «Манчестер Сити».

### Карьера после Англии
Осенью 2018 года Туре на правах свободного агента подписал контракт с греческим «Олимпиакосом». Однако уже через три месяца, 11 декабря полузащитник и клуб расторгли контракт по взаимному согласию сторон. Всего за греческий клуб ивуариец успел сыграть пять матчей, не отметившись результативными действиями. Следующие полгода Туре пребывал в статусе свободного агента, а 10 мая 2019 года его агент Дмитрий Селюк сообщил, что его клиент закончил игровую карьеру. 16 июня 2019 года Яя подписал контракт с «Циндао Хайню» из второго китайского дивизиона.

## Тренерская карьера
С 10 февраля 2021 года работал помощником главного тренера донецкого «Олимпика», выступающего в УПЛ. 23 мая 2021 года покинул украинскую команду. 14 июня 2021 года вошел в тренерский штаб грозненского «Ахмата». 13 декабря 2021 года покинул клуб.

## Достижения

### Командные
«Олимпиакос»
- Чемпион Греции: 2005/06

«Барселона»
- Чемпион Испании (2): 2008/09, 2009/10
- Обладатель Кубка Испании: 2008/09
- Обладатель Суперкубка Испании: 2009
- Победитель Лиги чемпионов УЕФА: 2008/09
- Обладатель Суперкубка УЕФА: 2009
- Победитель Клубного чемпионата мира: 2009

«Манчестер Сити»
- Чемпион Англии (3): 2011/12, 2013/14, 2017/18
- Обладатель Кубка Англии: 2010/11
- Обладатель Кубка Футбольной лиги (3): 2013/14, 2015/16, 2017/18
- Обладатель Суперкубка Англии: 2012

Сборная Кот-д’Ивуара
- Обладатель Кубка африканских наций: 2015

### Личные
- Африканский футболист года (4): 2011, 2012, 2013, 2014
- Африканский футболист года по версии Би-би-си (2): 2013, 2015
- Команда года по версии ПФА (2): 2011/12, 2013/14
- Входит в символическую сборную года по версии European Sports Media: 2013/14
- Символическая сборная Африки по версии КАФ (7): 2008, 2009, 2011, 2012, 2013, 2014, 2015
- Обладатель награды АФЖ за заслуги перед футболом: 2022

## Личная жизнь
Старший брат Коло — тренер первой команды "Лестер Сити", младший брат Ибрагим — тоже был футболистом, выступал за «Сафа». Яя хорошо говорит и понимает по-русски.
Туре говорит на пяти языках — французском, английском, испанском, русском и одном из местных в Кот-д’Ивуаре. Яя Туре является мусульманином.

## Статистика
На 5 ноября 2017 года
| Клуб             | Сезон            | Лига | Лига | Кубок | Кубок | Европейские кубки | Европейские кубки | Всего | Всего |
| Клуб             | Сезон            | Игры | Голы | Игры  | Голы  | Игры              | Голы              | Игры  | Голы  |
| ---------------- | ---------------- | ---- | ---- | ----- | ----- | ----------------- | ----------------- | ----- | ----- |
| АСЕК Абиджан     | 2001             |      |      |       |       |                   |                   | ?     | ?     |
| Беверен          | 2001/02          | 25   | 0    | 2     | 0     | 0                 | 0                 | 27    | 0     |
| Беверен          | 2002/03          | 29   | 3    | 1     | 0     | 0                 | 0                 | 30    | 3     |
| Беверен          | 2003/04          | 12   | 0    | 2     | 0     | 0                 | 0                 | 13    | 0     |
| Беверен          | Всего            | 66   | 3    | 5     | 0     | 0                 | 0                 | 71    | 3     |
| Металлург Донецк | 2003/04          | 11   | 1    | 0     | 0     | 0                 | 0                 | 11    | 1     |
| Металлург Донецк | 2004/05          | 22   | 2    | 2     | 1     | 4                 | 1                 | 28    | 4     |
| Металлург Донецк | Всего            | 33   | 3    | 2     | 1     | 4                 | 1                 | 39    | 5     |
| Олимпиакос       | 2005/06          | 20   | 3    | 2     | 0     | 6                 | 0                 | 28    | 3     |
| Олимпиакос       | Всего            | 20   | 3    | 2     | 0     | 6                 | 0                 | 28    | 3     |
| Монако           | 2006/07          | 27   | 5    | 3     | 0     | 0                 | 0                 | 36    | 5     |
| Монако           | Всего            | 27   | 5    | 3     | 0     | 0                 | 0                 | 36    | 5     |
| Барселона        | 2007/08          | 26   | 1    | 3     | 0     | 9                 | 1                 | 38    | 3     |
| Барселона        | 2008/09          | 25   | 2    | 6     | 1     | 12                | 0                 | 43    | 3     |
| Барселона        | 2009/10          | 23   | 1    | 3     | 0     | 11                | 0                 | 37    | 1     |
| Барселона        | Всего            | 74   | 4    | 12    | 1     | 32                | 1                 | 118   | 6     |
| Манчестер Сити   | 2010/11          | 35   | 6    | 7     | 3     | 8                 | 1                 | 50    | 10    |
| Манчестер Сити   | 2011/12          | 32   | 6    | 1     | 0     | 9                 | 3                 | 42    | 9     |
| Манчестер Сити   | 2012/13          | 32   | 6    | 5     | 2     | 5                 | 1                 | 41    | 9     |
| Манчестер Сити   | 2013/14          | 35   | 20   | 7     | 3     | 7                 | 1                 | 49    | 24    |
| Манчестер Сити   | 2014/15          | 29   | 10   | 4     | 1     | 5                 | 1                 | 26    | 12    |
| Манчестер Сити   | 2015/16          | 32   | 6    | 5     | 1     | 10                | 1                 | 42    | 8     |
| Манчестер Сити   | 2016/17          | 25   | 5    | 4     | 2     | 2                 | 0                 | 31    | 7     |
| Манчестер Сити   | 2017/18          | 10   | 0    | 4     | 0     | 3                 | 0                 | 17    | 0     |
| Манчестер Сити   | Всего            | 230  | 59   | 37    | 11    | 49                | 8                 | 316   | 79    |
| Олимпиакос       | 2018/19          | 2    | 0    | 1     | 0     | 2                 | 0                 | 5     | 0     |
| Олимпиакос       | Всего            | 2    | 0    | 1     | 0     | 2                 | 0                 | 5     | 0     |
| Всего за карьеру | Всего за карьеру | 444  | 78   | 56    | 11    | 87                | 10                | 597   | 106   |